# A Murder at the End of the World
A Murder at the End of the World è una miniserie televisiva statunitense, di genere thriller-fantascientifico, del 2023, ideata e diretta da Brit Marling e Zal Batmanglij per l'emittente televisiva FX, e interpretata da Emma Corrin, Brit Marling, Clive Owen, Alice Braga e Harris Dickinson. È il secondo progetto sul piccolo schermo dei registi Marling e Batmanglij, dopo The OA.

## Trama
Darby Hart, una giovane appassionata di true crime e detective amatoriale che cerca di svelare da sola crimini che la polizia ha archiviato come irrisolti, viene invitata assieme ad altre 8 persone in un esclusivo e remoto resort da Andy Ronson, un ricco visionario, per una sorta di meeting. Dopo che Bill, sua vecchia conoscenza ed ex fidanzato, viene trovato morto, Darby è costretta a fare ricorso a tutte le sue competenze di patologia, sviluppate grazie al lavoro del padre, per scoprire cos'è successo veramente.

## Puntate
| Puntate | N. | Pubblicazione USA | Pubblicazione Italia |
| ------- | -- | ----------------- | -------------------- |
| Puntate | 7  | 2023              | 2023                 |

## Personaggi e interpreti

### Personaggi principali
- Darby Hart, interpretata da Emma Corrin, doppiata in italiano da Rossa Caputo.[1]
- Bill Farrah, interpretato da Harris Dickinson e da Anastasia Lee (da bambina), doppiato in italiano da Manuel Meli.[1]
- Lee Andersen, interpretata da Brit Marling, doppiata in italiano da Valentina Mari.[1]
- Sian, interpretata da Alice Braga, doppiata in italiana da Alessia Amendola.[1]
- Andy Ronson, interpretato da Clive Owen, doppiato in italiano da Fabio Boccanera.[1]
- Lu Mei, interpretata da Joan Chen, doppiata in italiano da Rossella Izzo.[1]
- David, interpretato da Raúl Esparza, doppiato in italiano da Andrea Lavagnino.[1]
- Martin, interpretato da Jermaine Fowler, doppiato in italiano da Raffaele Carpentieri.[1]
- Oliver, interpretato da Ryan J. Haddad, doppiato in italiano da Flavio Aquilone.[1]
- Ziba, interpretata da Pegah Ferydoni, doppiata in italiano da Francesca Manicone.[1]
- Rohan, interpretato da Javed Khan, doppiato in italiano da Stefano Alessandroni.[1]
- Todd Andrews, interpretato da Louis Cancelmi, doppiato in italiano da Fabrizio Vidale.[1]
È il capo della sicurezza di Andy.
- Ray, interpretato da Edoardo Ballerini, doppiato in italiano da Christian Iansante.[1]

### Personaggi secondari
- Marius, interpretato da Christopher Gurr, doppiato in italiano da Stefano Thermes.[1]
- Eva Andrews, interpretata da Britian Seibert, doppiata in italiano da Giulia Catania.[1]
- Zoomer, interpretato da Kellan Tetlow, doppiato in italiano da Jacques Kammermann.[1]
È il figlio di Andy e Lee.
- Tomas, interpretato da Daniel Olson, doppiato in italiano da Francesco Pezzulli.[1]
- Padre di Darby, interpretato da Neal Huff, doppiato in italiano da Massimo Bitossi.[1]
- Marta, interpretata da Karina Arroyave, doppiata in italiano da Myriam Catania.[1]
- Ethel, interpretata da MeeWha Alana Lee, doppiata in italiano da Graziella Polesinanti.[1]
Signora vicino ai binari.
- Poliziotto, interpretato da Joe Cassidy, doppiato in italiano da Nicola Braile.[1]
- Narratore (ep. 2), doppiato in italiano da Francesco Prando.[1]
- Uomo nel furgoncino (ep. 2), interpretato da Chris Harvey, doppiato in italiano da Nicola Braile.[1]
- Sue (ep. 4), interpretata da Samantha Jones, doppiata in italiano da Graziella Polesinanti.[1]
- Medico legale (ep. 4), interpretato da Derek Peith, doppiato in italiano da Nicola Braile.[1]

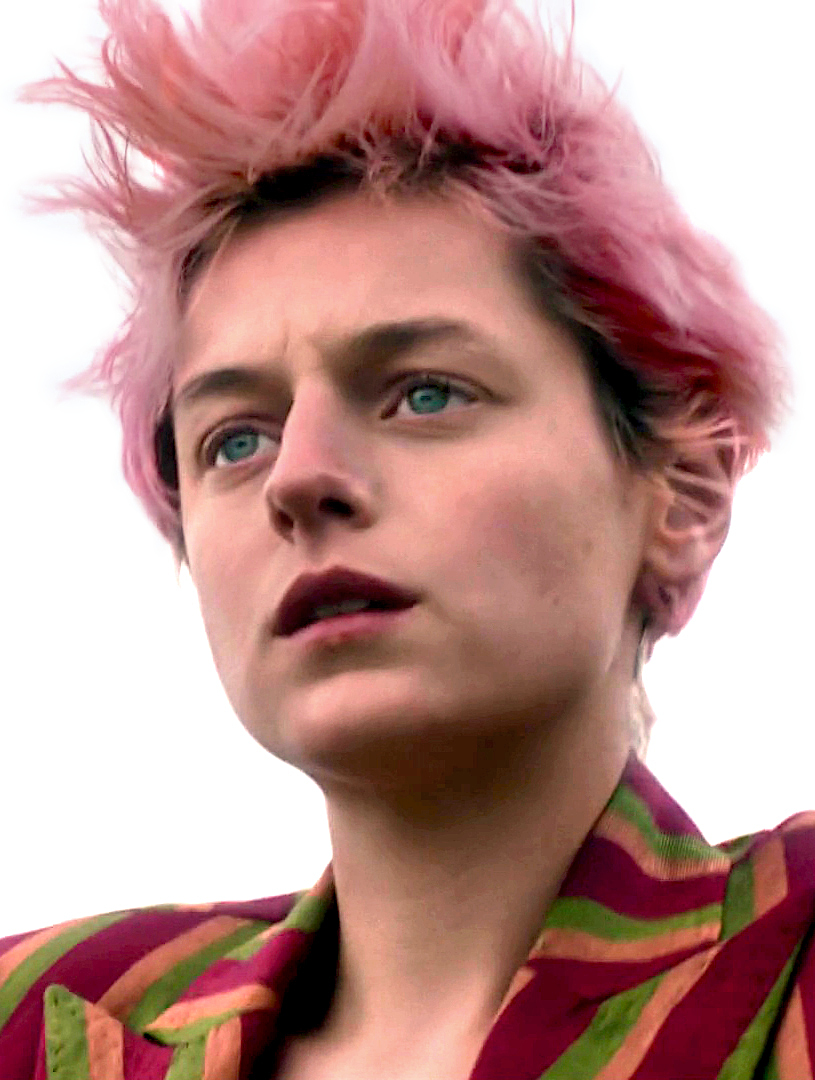
Emma Corrin
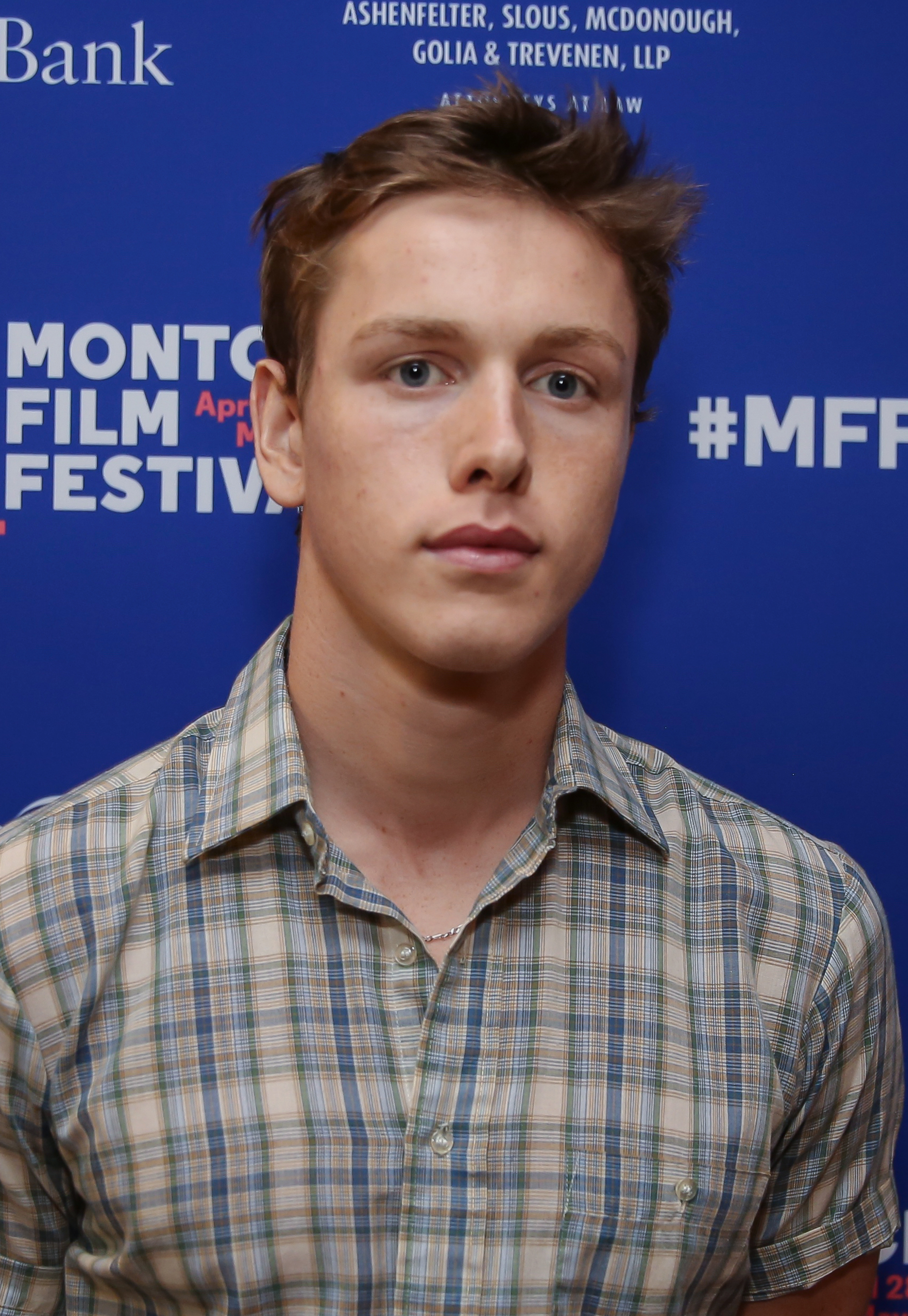
Harris Dickinson
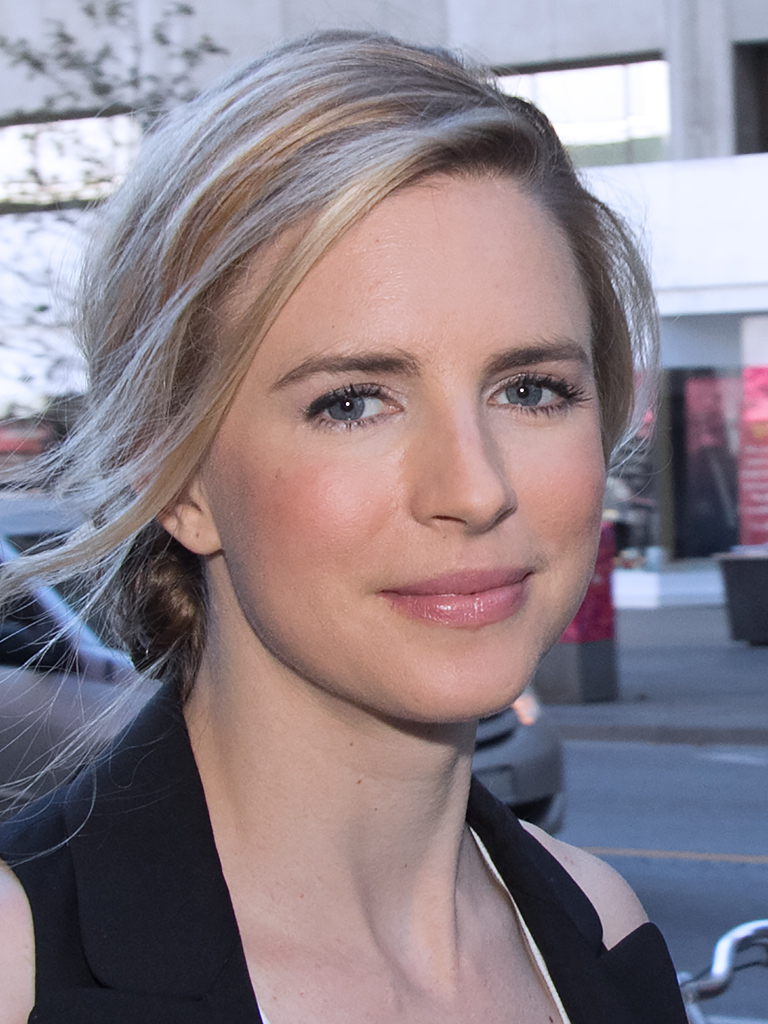
Brit Marling
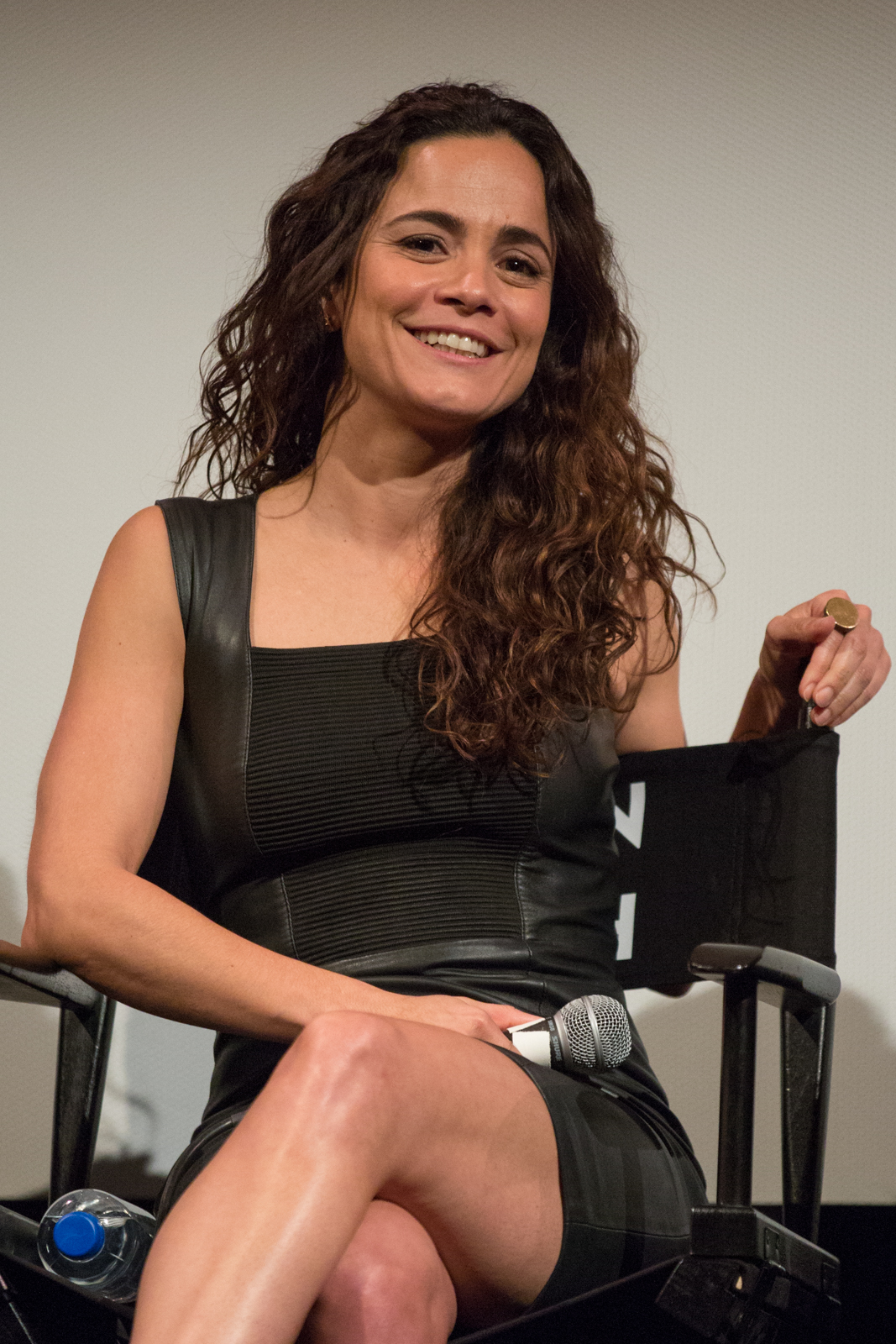
Alice Braga
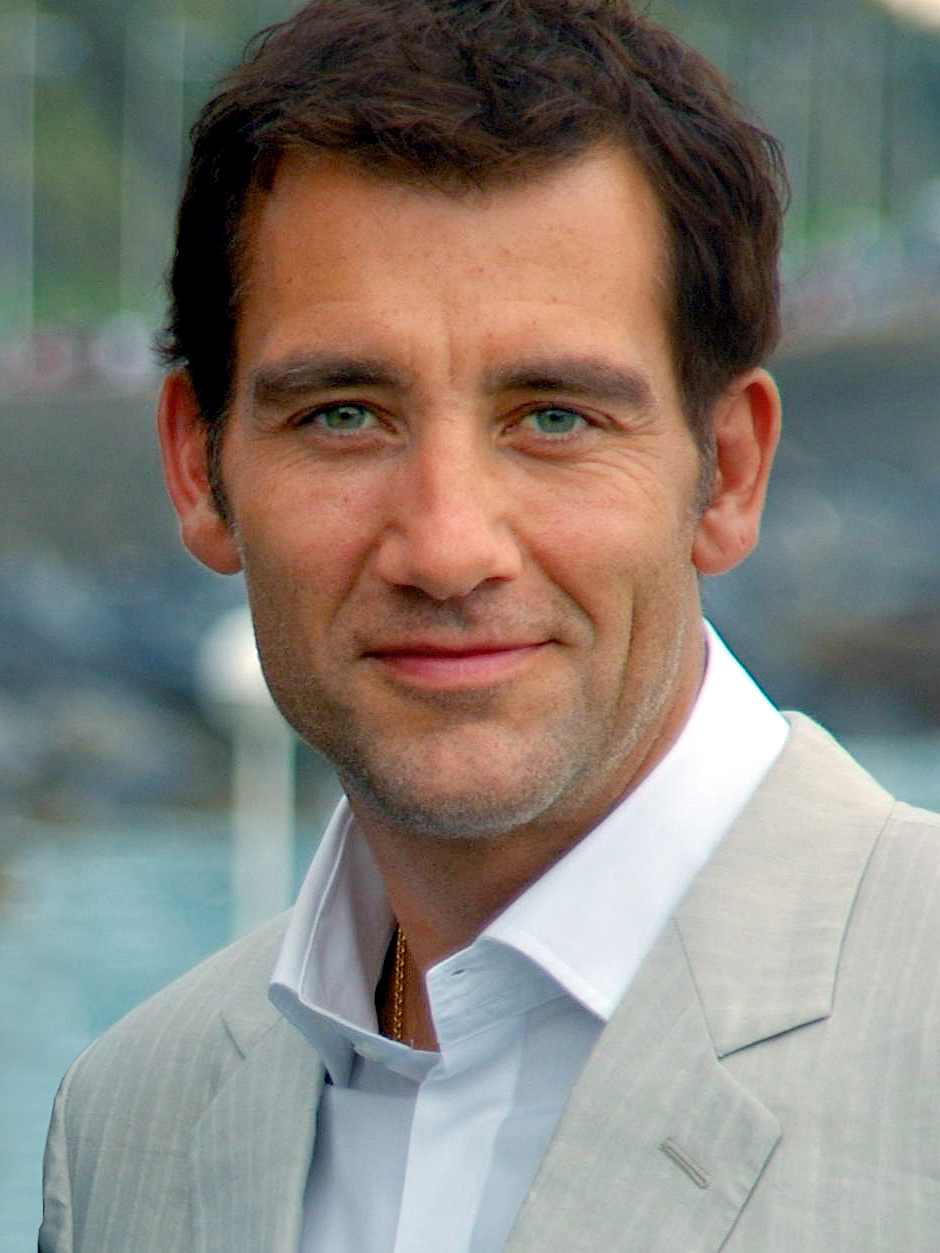
Clive Owen
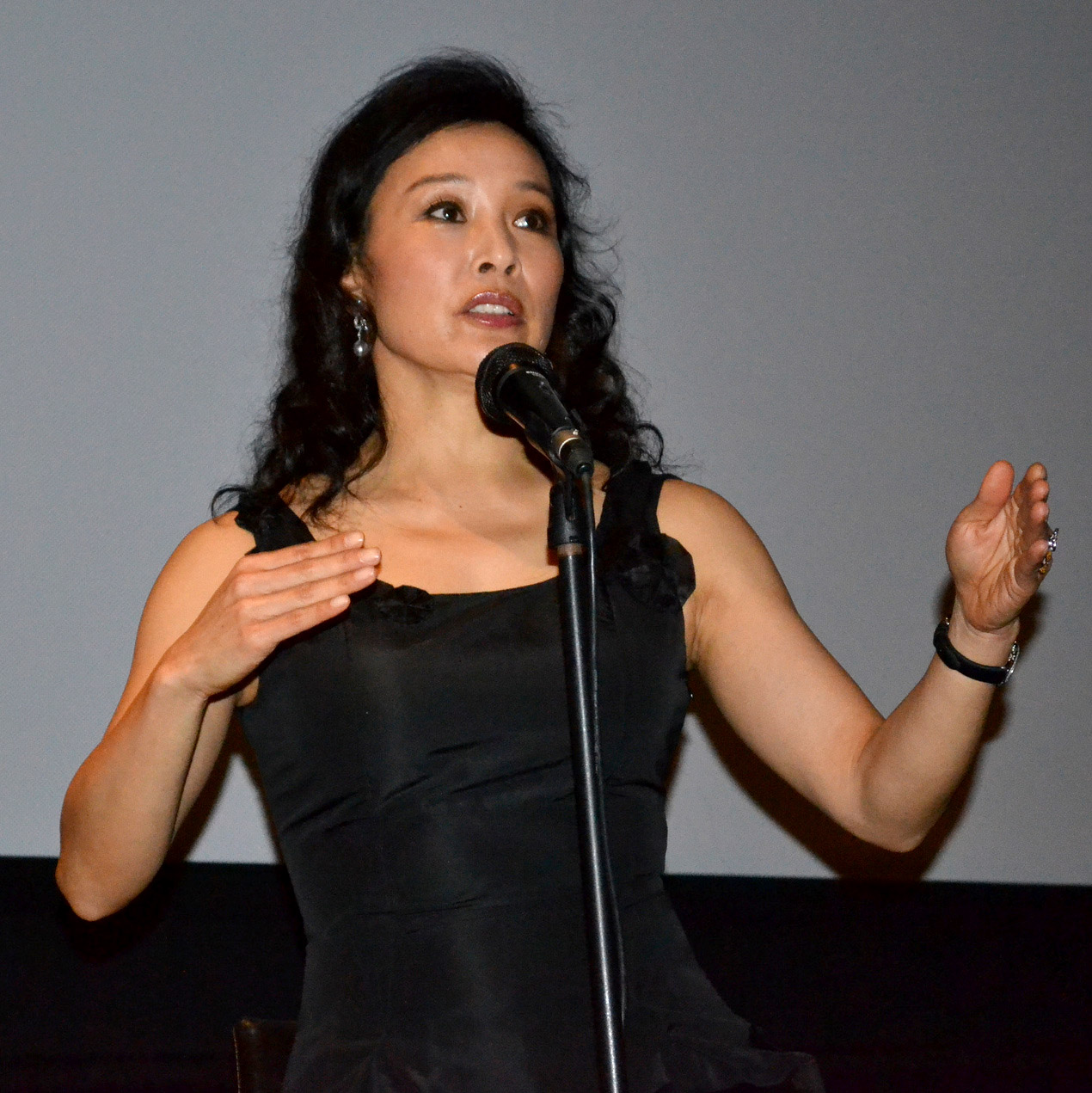
Joan Chen
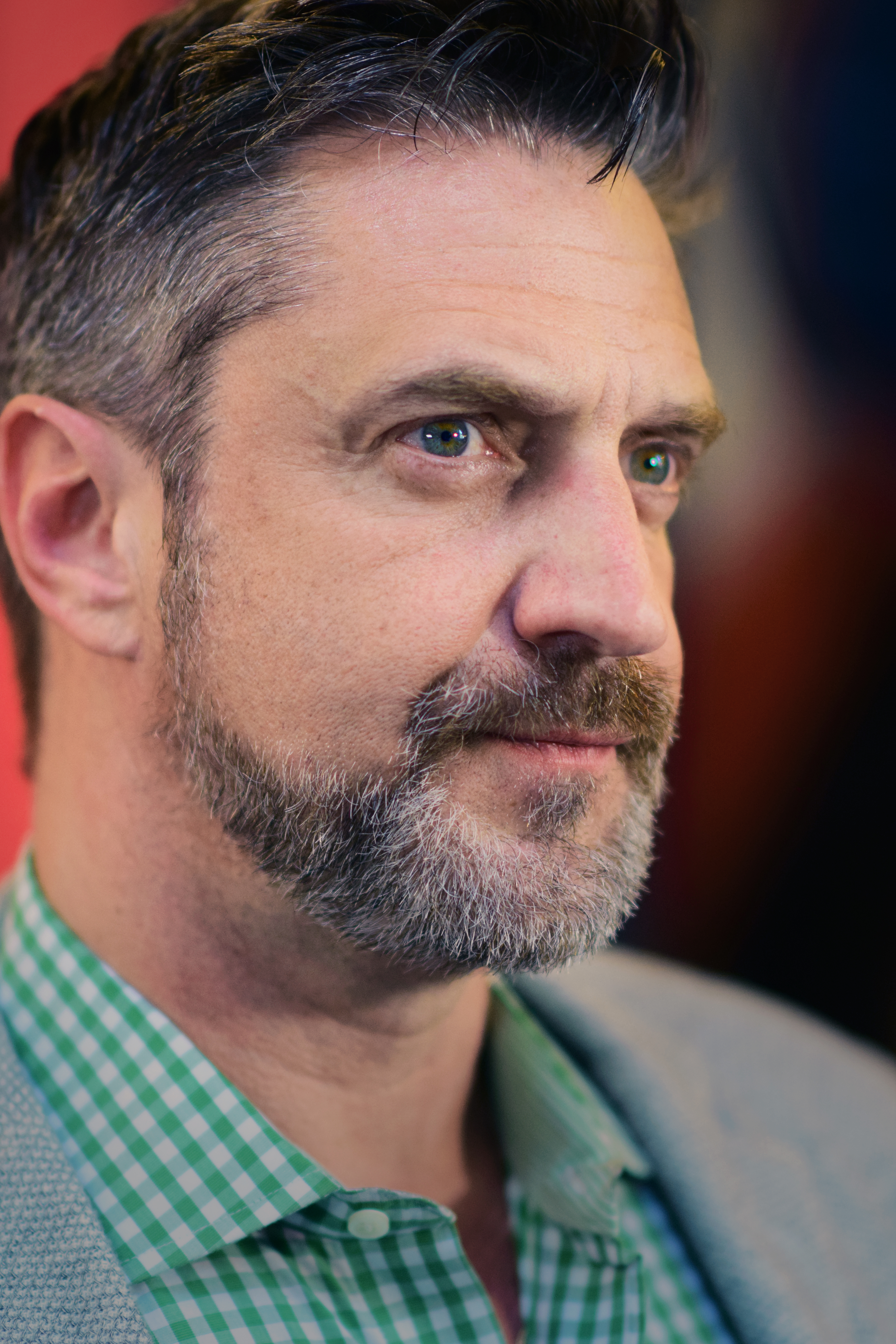
Raúl Esparza
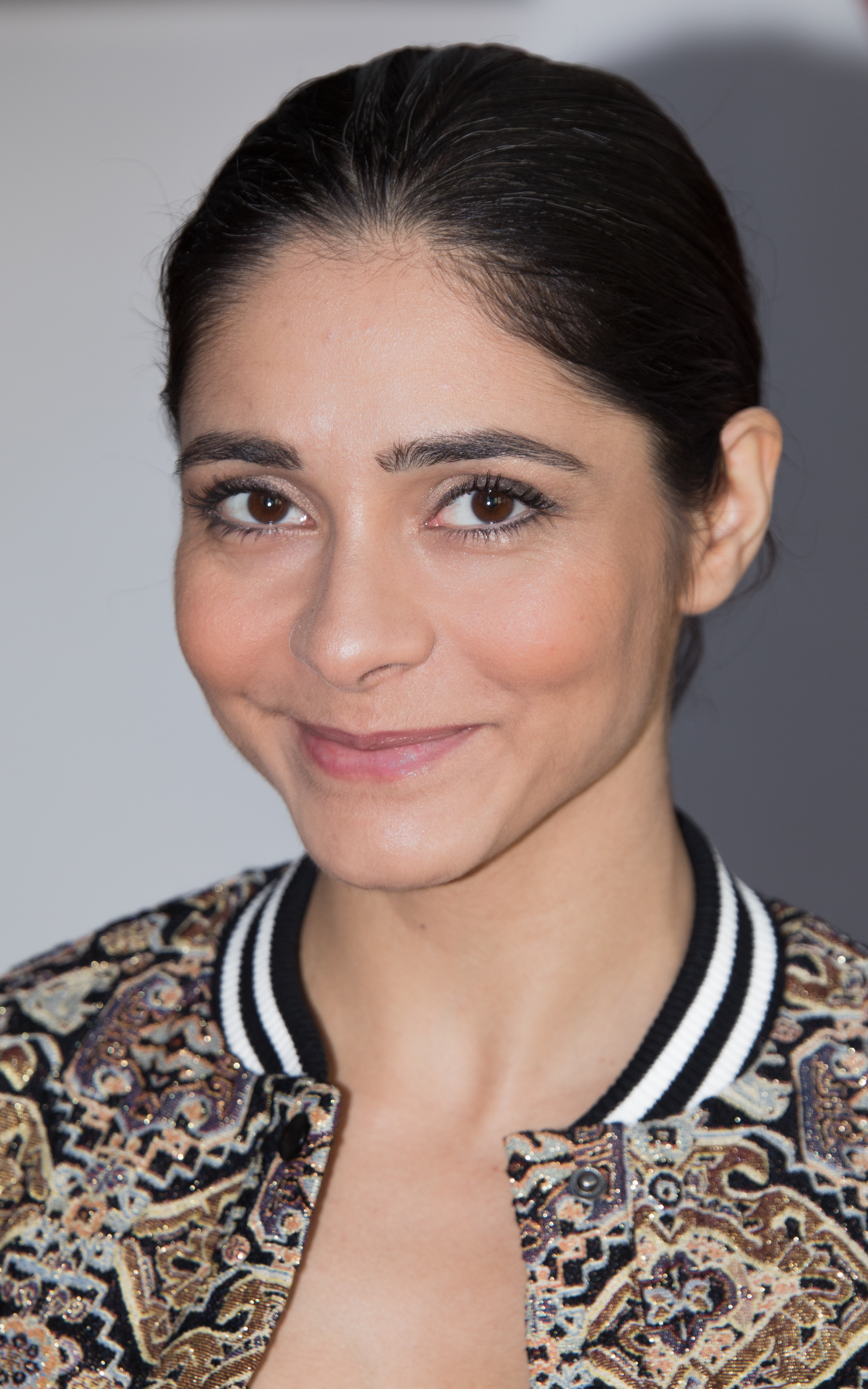
Pegah Ferydoni
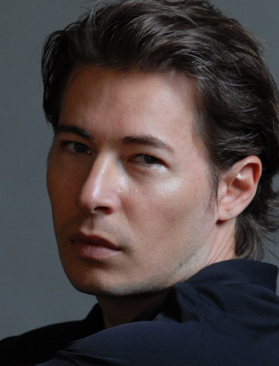
Edoardo Ballerini

## Produzione

### Sviluppo
Il 13 agosto 2021, viene annunciato che FX aveva ordinato una miniserie, dal titolo Retreat, creata da Brit Marling e Zal Batmanglij, che saranno produttori esecutivi, oltre che sceneggiatori e registi. I due avevano già lavorato in precedenza alla serie televisiva di Netflix The OA. Oltre a Marling e Batmanglij, Andrea Sperling, Melanie Marnich e Nicki Paluga saranno produttori esecutivi della miniserie.
A giugno del 2023, viene annunciato che la serie si sarebbe chiamata A Murder a the End of the World e non più Retreat.

### Casting
Al momento dell'annuncio della serie, è stato dichiarato che Marling avrebbe recitato in un ruolo chiave. 
L'11 ottobre 2021, Emma Corrin è stata presa per il ruolo di Darby Hart, la protagonista della serie.
L'11 febbraio 2022, Clive Owen, Harris Dickinson, Alice Braga, Jermaine Fowler, Joan Chen, Raúl Esparza, Edoardo Ballerini, Pegah Ferydoni, Ryan J. Haddad, e Javed Khan sono entrati a far parte del cast. Il 6 aprile successivo, Daniel Olson e Britian Seibert si sono aggiunti al cast in ruoli ricorrenti.

## Promozione
Il 27 giugno 2023, viene pubblicato il primo teaser trailer della miniserie, mentre il trailer completo è stato pubblicato il 7 settembre 2023. Il 9 novembre 2023, viene pubblicato il secondo trailer.

## Distribuzione
La data di uscita della serie, che inizialmente doveva essere il 29 agosto, è stata posticipata a causa dello sciopero di numerosi attori Hollywoodiani.. La serie è stata distribuita, con i primi due episodi, il 14 novembre 2023, su Hulu (Stati Uniti), Star+ (America Latina) e Disney+ (resto del mondo). I restanti 5 episodi saranno pubblicati con cadenza settimanale fino al 19 dicembre dello stesso anno.
Il doppiaggio in italiano della miniserie è avvenuto a cura della Disney Character Voices International Inc. ed eseguito dalla PUMAISdue, sotto la direzione di Rossella Izzo e con dialoghi curati dalla stessa Izzo, da Myriam Catania e Alessia La Monica, con assistente del doppiaggio Alice Carbini, fonico Massimo De Santis.